# Револьд, Аксель
Аксель Револьд (норв. Axel Revold, 24 декабря 1887[…], Олесунн, Мёре-ог-Ромсдал — 11 апреля 1962[…], Берум, Норвегия) — норвежский живописец-иллюстратор, более 20 лет был профессором искусства Норвежской национальной Академии изящных искусств.
В Национальной галерее в Осло представлено свыше 20 работ Револьда, кроме того, он писал фрески и декорировал церкви.

## Биография
Родился в Норвегии, был сыном Юлиуса Револьда и Йоханны Хьельпстен.
Первоначально изучал инженерное дело в Королевской Технической школе Христиании, однако в 1908 г. отправился в Париж и два года учился у Анри Матисса; был также под сильным влиянием Поля Сезанна и Кееса ван Донгена. С 1925 по 1946 год был профессором Норвежской национальной Академии изящных искусств, однако в годы фашистской оккупации Норвегии оставил этот пост. В начале 1920-х годов Револьд был преподавателем у Йона Савио, который стал первым известным саамским художником.
В 1955 году удостоен звания командора королевского норвежского Ордена Святого Олафа, был также командором датского Ордена Данеброг, шведского Ордена Полярной звезды, Ордена Белой розы Финляндии и кавалером Ордена Почётного легиона.
Дом Револьда был сборным пунктом для выдающихся людей ума, вкуса и таланта.
Произведения Акселя Револьда отличаются разнообразностью, теплотой тонов и красок, эффективностью освещения и внятной передачей впечатлений природы. Для его стиля характерны яркие символические сюжеты, насыщенные геометрическими фигурами, отсылками к истории искусства и музыки.
Классическое значение А. Револьда — в ясной гармонии его творчества, полной завершённости форм.

## Семья
С 1915 по 1928 год был женат на Ингрид Мюллер. В 1929 году женился на художнице Ирмелин Нансен, дочери Фритьофа Нансена. Его дочь, Дагни Хальд (1936-2001), была керамистом и иллюстратором.